# Galenstock
Galenstock är ett berg i Schweiz.   Det ligger i kantonen Uri, i den centrala delen av landet, 80 km sydost om huvudstaden Bern. Toppen på Galenstock är 3 586 meter över havet, eller 365 meter över den omgivande terrängen. Bredden vid basen är 2,0 km.
Terrängen runt Galenstock är huvudsakligen bergig, men den allra närmaste omgivningen är kuperad. Trakten runt Galenstock är nära nog obefolkad, med mindre än två invånare per kvadratkilometer.. Närmaste större samhälle är Airolo, 17,3 km sydost om Galenstock. 
Trakten runt Galenstock består i huvudsak av gräsmarker.